# Robert F. Shedinger
 (janvier 2021).
Robert Frederick Shedinger (né le 23 novembre 1959) est un bibliste, spécialisé dans l'exégèse du Nouveau Testament, professeur assistant américain et professeur associé de religion au Luther College (Iowa), où il a dirigé le département de religion,,.

## Éducation
Il a également été assistant d'enseignement diplômé tout en obtenant son doctorat en études religieuses à l'université Temple,.

## Principales publications

### Thèse
- Robert F. Shedinger, Tatian and the Jewish scriptures: a textual and philosophical analysis of the Old Testament citations in Tatian's Diatessaron. Dissertation: Ph. D., Temple University, 2000 (OCLC 239853036)

### Livres
- Robert F. Shedinger et Deborah J. Spink, Who killed Goliath?: reading the Bible with heart and mind, Valley Forge, PA: Judson Press, 2001 (ISBN 9780817013745, OCLC 44802967)
- Robert F. Shedinger, Tatian and the Jewish scriptures: A Textual Philolophical Analysis of the Old Testament citations in Tatian's Diatessaron, vol. 591, Louvain: Peeters; Hadleigh: BRAD, coll. « Corpus scriptorum Christianorum Orientalium », 2003 (ISBN 9789042910423, OCLC 51270457)
- Robert F Shedinger, Was Jesus a Muslim?: questioning categories in the study of religion, Minneapolis: Fortress Press, 2009 (ISBN 9780800663254, OCLC 233543762)
- Robert F Shedinger, Jesus, coll. « Oxford bibliographies., Islamic studies. [New York]: Oxford University Press », 2012 (OCLC 858992332)
- Robert F Shedinger, Radically open: transcending religious identity in an age of anxiety, Eugene, Oregon: Cascade Books, 2012 (ISBN 9781620320426, OCLC 823041457)
- Robert F Shedinger, Jesus and jihad: reclaiming the prophetic heart of Christianity and Islam, Eugene, OR: Cascade Books, 2015 (ISBN 9781498220217, OCLC 913137261)
- Robert F Shedinger, The mystery of evolutionary mechanisms: Darwinian biology's grand narrative of triumph and the subversion of religion, Eugene, Oregon, Cascade Books, 2019 (OCLC 1049815298)